# Mach 6
Cet article possède un paronyme, voir Maxis.
Albums de MC Solaar
Cinquième As
(2001) Chapitre 7
(2007)
Singles
1. La vie est belle
Sortie : 25 août 2003
2. Hijo de Africa
Sortie : 16 février 2004
3. Au pays de Gandhi
Sortie : 20 juillet 2004

Mach 6 est un album de MC Solaar sorti en 2003. Pour la première fois le rappeur chante avec un orchestre symphonique. Il est dans la continuité de l'album précédent puisque MC Solaar a encore une fois collaboré avec la "Black rose corporation".

## Liste des titres
1. Introspection
2. La vie est belle
3. Hijo de Africa
4. T'inquiète (intro)
5. T'inquiète
6. Guérilla
7. Jumelles
8. Jardin d'Éden
9. Au pays de Gandhi
10. J'connais mon rôle
11. Cash money
12. Today is a good day (feat. Darina)
13. Souvenir
14. Sauvez le monde
15. Bling bling
16. Ça me hante